# Alunu (gmina)
Alunu – gmina w Rumunii, w okręgu Vâlcea. Obejmuje miejscowości Alunu, Bodești, Coltești, Igoiu, Ilaciu, Ocracu i Roșia. W 2011 roku liczyła 4109 mieszkańców.